# Phryganeutis cinerea
Phryganeutis cinerea là một loài bướm đêm thuộc họ Oecophoridae. Nó được tìm thấy ở Tây Úc, New South Wales, Queensland, Nam Úc, Tasmania và Victoria.

## Hình ảnh

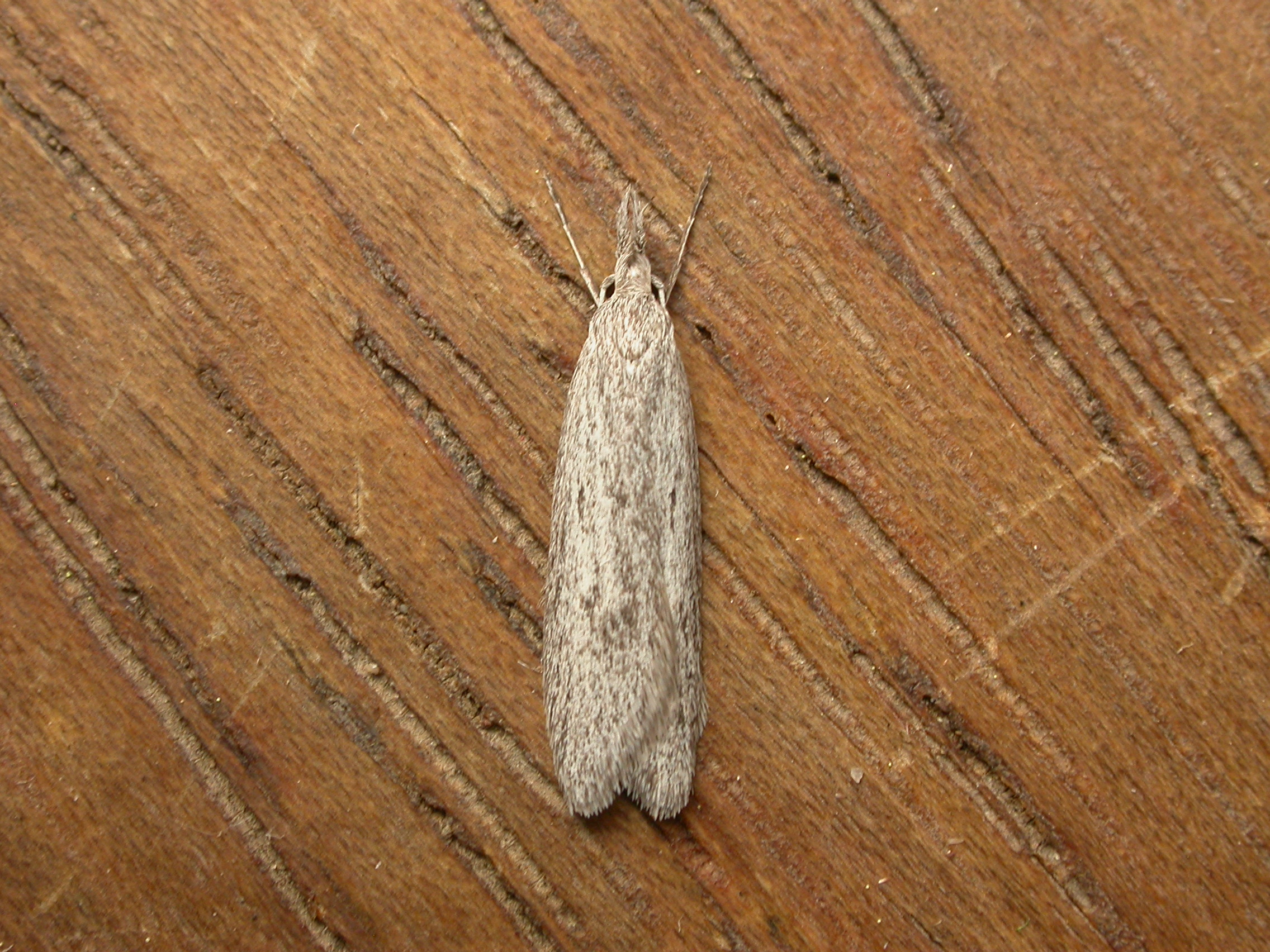